# 伊迪娜·曼佐
伊迪娜·曼佐（1971年5月30日—），是美國女演員和歌手、也是詞曲作者。演藝生涯從百老匯音樂劇起始，成名作為1996年百老匯音樂劇《吉屋出租》中飾演的Maureen Johnson，她亦因此角獲得東尼獎提名。2003年，她在百老匯音樂劇《女巫前傳》中，飾演女主角Elphaba，獲得東尼獎最佳女主角。2014年，她在《假如/那麼》中飾演女主角Elizabeth Vaughan，並第三次獲得東尼獎提名。目前以百老匯、電影、電視、音樂四棲活動。
另外，伊迪娜曾在電視劇《歡樂合唱團》中飾演雪比·科科倫(Shelby Corcoran)。她也是迪士尼動畫電影《冰雪奇緣》中艾莎的配音，並在其中演唱奧斯卡及葛萊美獎得獎歌曲〈Let It Go〉。

## 早年生活
伊迪娜於1971年5月30日生於紐約市皇后區的猶太家庭，在紐約州納蘇郡塞奧西特長大，祖父母來自俄國跟東歐
；伊迪娜為便於藝名發音將姓氏「Mentzel」改成「Menzel」。15歲父母離異後，開始在婚禮於猶太成人儀式擔任歌手維生，一路直到紐約大學蒂施藝術學院畢業。
伊迪娜和演員亞當·帕斯考(Adam Pascal)在於《吉屋出租》中合作前就已經是朋友。
2017年，作曲家吉米·沃爾什(Jimmy Walsh)在採訪中透露，伊迪娜曾在1992年為他的歌曲〈In Your Eyes〉錄製樣本唱片。該曲後來為愛爾蘭歌手尼亞·卡瓦納(Niamh Kavanagh)贏得了1993年的歐洲歌唱大賽。

## 職業生涯

### 劇場演出
1995年，伊迪娜參與音樂劇《吉屋出租》的試鏡並獲得演出機會，成為她的第一個正式劇院工作以及百老匯首秀。《吉屋出租》於1996年1月26日在外百老匯開演，後來因大受歡迎而移至百老匯。伊迪娜憑藉在原版卡司中飾演Maureen Johnson，獲得最佳音樂劇女配角提名。她在此音樂劇中的末場演出於1997年7月1日。
《吉屋出租》成功後，伊迪娜發行了第一張個人專輯《仍不能自己》(Still I Can't Be Still)。她也在《往事如煙》中飾演桃樂絲，《毛髮》中飾演希拉(Sheila)，《阿依達》中飾演安奈莉絲(Amneris)。伊迪娜憑藉在《狂野派對》中飾演凱特(Kate)獲得戲劇桌獎提名。
2003年在《女巫前傳》擔綱女主角艾法芭(Elphaba)，隔年榮獲東尼獎最佳音樂劇女主角。2005年1月8日在她的倒數第二場演出時，伊迪娜意外掉入舞台上的暗門而摔斷肋骨，導致無法於原定末場上場演出。但1月9日她仍穿著一套紅色運動服於劇末出場演唱最後一首歌曲，並獲得長達5分鐘的起立致敬。
繼《女巫前傳》後，伊迪娜參與了《見其所見》的演出，得到戲劇桌獎及戲劇聯盟獎提名。2006年9月7日，在倫敦西區製作的《女巫前傳》中二度演繹艾法芭一角。
在此期間，她一周的報酬高達$30,000，為歷史西區女演員之首。2006年12月30日伊迪娜結束在倫敦西區的演出。
2008年5月12日至13日，伊迪娜在倫敦皇家阿爾伯特音樂廳的《棋王》(Chess)21周年演唱會中飾演Florence，同場演出者還有亞當·帕斯考(Adam Pascal)、喬許·葛洛班(Josh Groban)及凱瑞·艾利斯(Kerry Ellis)。該年7月11日至13日，她在音樂劇《尼祿》中飾演尼祿的女僕波佩亞(Poppea) 。
2013年2月28日，伊迪娜在《假如/那麼》中飾演女主角Elizabeth Vaughan，該劇於2013年9月5日在華盛頓哥倫比亞特區進行首演。2014年3月4日，《假如/那麼》在百老匯的理查德·羅傑斯劇場開始進行預演，並於2014年3月30日正式開幕。憑藉在該劇中的表現，伊迪娜再度獲得東尼獎最佳音樂劇女主角提名。2015年3月22日，《假如/那麼》結束在百老匯的演出，總計29場預演及401場正式演出。
2015年10月至隔年1月，伊迪娜在《假如/那麼》全國巡迴演出的前七站中再度詮釋Elizabeth一角 ，1月24日完成在加州科斯塔梅薩的最後一場演出後離開劇組（由Jackie Burns取代演出該角色，她原本是伊迪娜的替補演員）。2018年，伊迪娜參與《小碎藥丸》的工作坊。

### 電影與電視
在《誰吻了潔西卡》及《緣起一吻》中擔任較小的角色後，伊迪娜2004年在《電話亭》和《水》中擔任配角。2005年她在《吉屋出租》的電影改編版中重新詮釋莫琳·約翰遜 (Maureen Johnson)一角，這是她第一次在重要電影中擔任主角，並因此得到一些獎項提名。2007年，她在音樂浪漫喜劇電影《曼哈頓奇緣》中飾演南茜·特里曼 (Nancy Tremaine)。有趣的是，雖然這是一齣音樂劇，但伊迪娜並未在裡面唱歌，作曲者特別為她寫的二重唱最後沒有被使用。她飾演此角未經過試鏡，並表示她對於迪士尼單單因著自己的演技而選擇她感到榮幸。她解釋讓此角色唱歌「沒有道理」，因為對比於其他較為奇幻的角色，南茜屬於真實世界的紐約 。她傾向用脆弱來詮釋這個角色，而非「一個所有人都討厭的惡劣女友」。《曼哈頓奇緣》在票房及評論都獲得很大的成功，但有些媒體認為此劇浪費了伊迪娜的才華，Screen Rant的梅爾·霍爾則認為她的表演很有說服力。
伊迪娜在電視劇歡樂合唱團中擔任特邀演員，飾演雪比·科科倫。該劇初上映時，劇迷們馬上注意到伊迪娜及飾演女主角雷切爾·貝瑞 (Rachel Berry)的麗婭·米雪兒長相上的高度相似。根據伊迪娜前夫泰·迪哥斯所述，伊迪娜當時就對飾演雷切爾生母有興趣。該角色在劇集《Hell-O》中第一次出現。麗婭·米雪兒和伊迪娜合唱了〈我曾有夢〉、〈撲克臉〉等曲目。
2013年，伊迪娜加入迪士尼動畫片《冰雪奇緣》的班底，並為女主角艾莎的配音，她的表現獲得了影評界的高度讚賞。該動畫亦成為史上票房最高的動畫片，同時也是史上票房最高的電影之一。她因為在片中演唱〈Let It Go〉一曲而受到極高的關注，該曲贏得了奧斯卡及葛萊美獎，並得到金球獎提名。此後，她數次演繹艾莎一角，包含相關電玩、2015年短劇《冰雪奇緣：驚喜連連》、2017年短劇《雪寶的佳節冒險》、2018年電影《無敵破壞王2：網路大暴走》，以及2019年的續集《冰雪奇緣2》。
2019年11月，伊迪娜和她《冰雪奇緣》中的姐妹克莉絲汀·貝爾在好萊塢星光大道獲得相鄰的星星——伊迪娜是第2682顆，克莉絲汀是第2681顆。
她在2019年的犯罪電影《原鑚》中和亞當·山德勒一起演出，並飾演他的妻子黛娜·拉特納 (Dinah Ratner)。
在2021年的《仙履奇緣》中，伊迪娜將飾演仙杜瑞拉「不邪惡的」繼母。她也確定會在《曼哈頓奇緣》的續集《曼哈頓奇緣2》中再次飾演南茜(Nancy)。

## 主要活動

### 舞台
- 吉屋出租（Rent，1996年）
- 狂野派對（The Wild Party，2000年）
- 往事如煙（Summer of '42，2000年）
- 阿依達（Aida，2001年）
- 越戰毛髮（Hair，2001年）
- 陰道獨白（The Vagina Monologues，2002年）
- 妙女郎（Funny Girl，2002年，音樂劇演唱會）
- 女巫前傳（Wicked，2003年）
- 見其所見（See What I Wanna See，2005年）
- 棋王（Chess，2008年，音樂劇演唱會）
- 尼禄（Nero，2008年）
- 假如／那麼（If/Then，2014年）

### 電影
- 誰吻了潔西卡（Kissing Jessica Stein，2001年）
- 緣起一吻（Just a Kiss，2002年）
- 吉屋出租（Rent，2005年）
- 心塵情緣（Ask The Dust，2006年）
- 曼哈頓奇緣（Enchanted，2007年）
- 冰雪奇緣（Frozen，2013年，配音）
- 冰雪奇缘：生日惊喜（Frozen Fever，2015年，配音）
- 雪寶的佳節冒險（Olaf's Frozen Adventure，2017年，配音）
- 無敵破壞王2：網路大暴走（Ralph Breaks the Internet: Wreck-It Ralph 2，2018年，配音）
- 冰雪奇緣2（Frozen 2，2019年，配音）
- 灰姑娘（Cinderella，2021年）
- 曼哈頓奇緣2（Disenchanted，2022年）

### 電視劇
- 歡樂合唱團（Glee，2009-2013年）

### 專輯
- 仍不能自己（Still I Can't Be Still，1998年）
- 就在此處（Here，2004年）
- 超凡出眾（I Stand，2008年）
- 裸足歌姬交響現場（Live Barefoot At The Symphony，2012年）
- 聖誕奇緣（Holiday Wishes，2014年）
- 伊蒂娜 (Idina.，2016年）
- 聖誕：愛的季節（Christmas: A Season of Love，2019年）

## 獎項與提名

### Theater
| 年份 | 獎項                                                                     | 種類                                                          | 提名作品                                     | 結果 |
| ---- | ------------------------------------------------------------------------ | ------------------------------------------------------------- | -------------------------------------------- | ---- |
| 1995 | 奧比獎                                                                   | Special Citations                                             | 吉屋出租                                     | 獲獎 |
| 1996 | 東尼獎                                                                   | 最佳音樂劇女配角                                              | 吉屋出租                                     | 提名 |
| 2000 | 戲劇桌獎                                                                 | 傑出音樂劇女配角                                              | 狂野派對 (The Wild Party)                    | 提名 |
| 2004 | 東尼獎                                                                   | 最佳音樂劇女主角                                              | 女巫前傳                                     | 獲獎 |
| 2004 | 戲劇桌獎                                                                 | 傑出音樂劇女主角                                              | 女巫前傳                                     | 提名 |
| 2004 | 戲劇聯盟獎                                                               | 最佳表演                                                      | 女巫前傳                                     | 提名 |
| 2004 | 外圈劇評人獎                                                             | 傑出音樂劇女主角                                              | 女巫前傳                                     | 提名 |
| 2004 | Broadway.com 觀眾選擇獎 (Broadway.com Audience Award)                    | 最佳音樂劇女主角                                              | 女巫前傳                                     | 獲獎 |
| 2004 | Broadway.com 觀眾選擇獎 (Broadway.com Audience Award)                    | Best Diva Performance                                         | 女巫前傳                                     | 獲獎 |
| 2004 | Broadway.com 觀眾選擇獎 (Broadway.com Audience Award)                    | Best Onstage Pair ( 和克莉絲汀·錢諾維斯 (Kristin Chenoweth) ) | 女巫前傳                                     | 獲獎 |
| 2005 | 戲劇桌獎                                                                 | 最佳音樂劇女主角                                              | 見其所見 (See What I Wanna See)              | 提名 |
| 2005 | 戲劇聯盟獎                                                               | 最佳表演                                                      | 見其所見 (See What I Wanna See)              | 提名 |
| 2005 | Broadway.com 觀眾選擇獎 (Broadway.com Audience Award)                    | Favorite Diva Performance                                     | 見其所見 (See What I Wanna See)              | 提名 |
| 2005 | Broadway.com 觀眾選擇獎 (Broadway.com Audience Award)                    | Favorite Ensemble Performance                                 | 見其所見 (See What I Wanna See)              | 提名 |
| 2006 | Whatsonstage.com 觀眾選擇獎 (Whatsonstage.com Theatregoers Choice Award) | 最佳音樂劇女主角                                              | 女巫前傳                                     | 獲獎 |
| 2014 | 東尼獎                                                                   | 最佳音樂劇女主角                                              | 假如／那麼（If/Then)                         | 提名 |
| 2014 | 戲劇聯盟獎                                                               | 最佳表演                                                      | 假如／那麼（If/Then)                         | 提名 |
| 2014 | 戲劇桌獎                                                                 | 傑出音樂劇女主角                                              | 假如／那麼（If/Then)                         | 提名 |
| 2014 | Broadway.com 觀眾選擇獎 (Broadway.com Audience Award)                    | 最佳音樂劇女主角                                              | 假如／那麼（If/Then)                         | 獲獎 |
| 2014 | Broadway.com 觀眾選擇獎 (Broadway.com Audience Award)                    | Best Onstage Pair ( 和 詹姆斯·斯耐德(James Snyder) )          | 假如／那麼（If/Then)                         | 獲獎 |
| 2014 | Broadway.com 觀眾選擇獎 (Broadway.com Audience Award)                    | Best Diva Performance                                         | 假如／那麼（If/Then)                         | 提名 |
| 2018 | 戲劇聯盟獎                                                               | Distinguished Achievement in Musical Theatre                  | Distinguished Achievement in Musical Theatre | 獲獎 |

### 電影
| 年份 | 獎項                                          | 種類                  | 提名作品 | 結果 |
| ---- | --------------------------------------------- | --------------------- | -------- | ---- |
| 2005 | Washington D.C. Area Film Critics Association | Best Ensemble         | 吉屋出租 | 提名 |
| 2005 | Broadcast Film Critics Association Award      | Best Acting Ensemble  | 吉屋出租 | 提名 |
| 2005 | Broadcast Film Critics Association Award      | 最佳歌曲表演          | 吉屋出租 | 提名 |
| 2013 | Alliance of Women Film Journalists            | Best Animated Female  | 冰雪奇緣 | 提名 |
| 2014 | World Music Award                             | 最佳電影音樂          | 冰雪奇緣 | 獲獎 |
| 2014 | Satellite Award                               | 最佳原創歌曲          | 冰雪奇緣 | 提名 |
| 2014 | Teen Choice Award                             | Choice Music: Single  | 冰雪奇緣 | 提名 |
| 2014 | Teen Choice Award                             | Choice Actress: Voice | 冰雪奇緣 | 獲獎 |
| 2014 | Billboard Music Award                         | Top Streaming Video   | 冰雪奇緣 | 提名 |
| 2014 | Billboard Music Award                         | Top Soundtrack        | 冰雪奇緣 | 獲獎 |
| 2014 | American Music Awards                         | Top Soundtrack        | 冰雪奇緣 | 獲獎 |

### 電視
| 年份 | 獎項              | 種類                | 提名作品   | 結果 |
| ---- | ----------------- | ------------------- | ---------- | ---- |
| 2010 | Teen Choice Award | Choice Music: Group | 歡樂合唱團 | 提名 |

## 花絮
第86屆奧斯卡金像獎典禮引言人約翰·屈伏塔在伊迪娜（Idina Menzel）演唱前介紹時，將名字口誤為「Adele Dazeem」；於是日後當伊迪娜表演出糗時，就免不了被人以「Adele Dazeem」揶揄一番。隔年偕同出席第87屆奧斯卡金像獎頒獎，回敬約翰唸成「Glom Gazingo」。

## 外部連結
- 官方网站
- 伊迪娜·曼佐的Facebook專頁
- 伊迪娜·曼佐的Instagram帳戶
- 伊迪娜·曼佐的X（前Twitter）
- 互聯網百老匯資料庫（IBDB）上伊迪娜·曼佐的資料（英文）
- 伊迪娜·曼佐在互联网电影资料库（IMDb）上的資料（英文）
- 互联网外百老汇数据库（IOBDB）上伊迪娜·曼佐的資料（英文）
- Interview with Idina Menzel at TonyAwards.com